# حشره‌خواران درختی
حشره‌خواران درختی (نام علمی: Scandentia) راسته‌ای از پستانداران کوچک بومی جنگل‌های استوایی جنوب شرقی آسیا است که شامل دو تیره حشره‌خواران درختی سنجابی (Tupaiidae) و حشره‌خواران درختی دم‌مدادی (Ptilocercidae) می‌شود. این راسته در کل دربرگیرنده ۲۰ گونه در ۵ سرده است و اعضای آن نسبت وزنی مغز به بدن بالاتری از دیگر پستانداران، از جمله انسان‌ها، دارند.
اگرچه جانوران عضو این راسته با نام حشره‌خواران درختی خوانده می‌شوند اما حشره‌خوار راستین نیستند و همهٔ آن‌ها نیز درخت‌پیمایی نمی‌کنند. آن‌ها همه‌چیزخوار هستند و از حشرات، مهره‌داران کوچک، میوه و دانه‌ها تغذیه می‌کنند.
راسته حشره‌خواران درختی ارتباط نزدیکی با نخستی‌سانان دارد و اعضای آن به عنوان جایگزین نخستی‌سان‌ها در بعضی آزمایش‌های مایوپی، اضطراب روانی، و هپاتیت مورد استفاده قرار گرفته‌اند.

## طبقه‌بندی
در گذشته حشره‌خواران درختی در راسته پستانداران حشره‌خوار طبقه‌بندی شده بودند، اما بعدها به دلیل همانندی‌های درونی (همانند شباهت کالبدی مغز) که با نخستی‌سانان داشتند، به آن منتقل شدند. با این حال بررسی‌های فیلوژنتیک مولکولی تازه به شکل قوی نشان داده‌اند که آن‌ها را باید همچون نخستی‌سانان در راسته‌ای جدا گذاشت و به همراه آن‌ها و نیز پوست‌پرسانان، در کلاد هونیاکان جای داد. بر پایه این رده‌بندی هونیاکان کلاد خواهر سنجابک‌سانان (شامل خرگوش‌سانان و جوندگان) است و این دو کلاد خواهر در کلادی بزرگتر با نام هونیاسنجابک‌سانان جمع می‌شوند.
|  | جوندگان    |
|  |            |
|  | خرگوش‌سانان |
|  |            |

|  | پوست‌پرسانان                                                                     |
|  |                                                                                 |
|  | \| \| †آداپیس‌نماشکلان Plesiadapiformes \| \| \| \| \| \| نخستی‌سانان \| \| \| \| |
|  |                                                                                 |
|  | †آداپیس‌نماشکلان Plesiadapiformes                                                |
|  |                                                                                 |
|  | نخستی‌سانان                                                                      |
|  |                                                                                 |

|  | †آداپیس‌نماشکلان Plesiadapiformes |
|  |                                  |
|  | نخستی‌سانان                       |
|  |                                  |

|  | پوست‌پرسانان                                                                     |
|  |                                                                                 |
|  | \| \| †آداپیس‌نماشکلان Plesiadapiformes \| \| \| \| \| \| نخستی‌سانان \| \| \| \| |
|  |                                                                                 |
|  | †آداپیس‌نماشکلان Plesiadapiformes                                                |
|  |                                                                                 |
|  | نخستی‌سانان                                                                      |
|  |                                                                                 |

|  | †آداپیس‌نماشکلان Plesiadapiformes |
|  |                                  |
|  | نخستی‌سانان                       |
|  |                                  |

|  | جوندگان    |
|  |            |
|  | خرگوش‌سانان |
|  |            |

|  | پوست‌پرسانان                                                                     |
|  |                                                                                 |
|  | \| \| †آداپیس‌نماشکلان Plesiadapiformes \| \| \| \| \| \| نخستی‌سانان \| \| \| \| |
|  |                                                                                 |
|  | †آداپیس‌نماشکلان Plesiadapiformes                                                |
|  |                                                                                 |
|  | نخستی‌سانان                                                                      |
|  |                                                                                 |

|  | †آداپیس‌نماشکلان Plesiadapiformes |
|  |                                  |
|  | نخستی‌سانان                       |
|  |                                  |

|  | پوست‌پرسانان                                                                     |
|  |                                                                                 |
|  | \| \| †آداپیس‌نماشکلان Plesiadapiformes \| \| \| \| \| \| نخستی‌سانان \| \| \| \| |
|  |                                                                                 |
|  | †آداپیس‌نماشکلان Plesiadapiformes                                                |
|  |                                                                                 |
|  | نخستی‌سانان                                                                      |
|  |                                                                                 |

|  | †آداپیس‌نماشکلان Plesiadapiformes |
|  |                                  |
|  | نخستی‌سانان                       |
|  |                                  |

- - تیره حشره‌خوار درختی سنجابی
    - سرده حشره‌خوار درختی مدرس
      - حشره‌خوار درختی مدرس, Anathana ellioti

    - سرده نرم‌دم‌ها
      - حشره‌خوار درختی نرم‌دم بورنئو, Dendrogale melanura
      - حشره‌خوار درختی نرم‌دم شمالی, Dendrogale murina

    - سرده سنجابی‌هاTupaia
      - حشره‌خوار درختی شمالی, Tupaia belangeri
      - حشره‌خوار درختی شکم‌طلایی, Tupaia chrysogaster
      - حشره‌خوار درختی نواری, Tupaia dorsalis
      - حشره‌خوار درختی معمولی, Tupaia glis
      - حشره‌خوار درختی لاغر, Tupaia gracilis
      - حشره‌خوار درختی هورسفیلد, Tupaia javanica
      - حشره‌خوار درختی پادراز, Tupaia longipes
      - حشره‌خوار درختی کوتوله, Tupaia minor
      - حشره‌خوار درختی کالامیان, Tupaia moellendorffi
      - حشره‌خوار درختی کوهی, Tupaia montana
      - حشره‌خوار درختی نیکوبار, Tupaia nicobarica
      - حشره‌خوار درختی پالاوان, Tupaia palawanensis
      - حشره‌خوار درختی نگارین, Tupaia picta
      - حشره‌خوار درختی گلگون, Tupaia splendidula
      - حشره‌خوار درختی بزرگ, Tupaia tana

    - سرده حشره‌خوار درختی میندانائو
      - حشره‌خوار درختی میندانائو, Urogale evereti

  - تیره حشره‌خوار درختی دم‌مدادی
    - سرده حشره‌خوار درختی دم‌مدادی
      - حشره‌خوار درختی دم‌مدادی, Ptilocercus lowii